# Péter Baráth
Péter Baráth, né le 21 février 2002 à Kisvárda en Hongrie, est un footballeur international  hongrois qui évolue au poste de milieu central au Raków Częstochowa.

## Biographie

### En club
Né à Kisvárda en Hongrie, Péter Baráth commence le football au Gyulaháza KSE avant de poursuivre sa formation au Kisvárda FC, où il se démarque en terminant meilleur buteur de la ligue avec les U14 lors de la saison 2015-2016, alors que son équipe termine deuxième du championnat. Il rejoint ensuite le Debreceni VSC, où il continue sa formation. Le 14 décembre 2018, il signe son premier contrat professionnel avec le club. Il joue son premier match en professionnel le 25 janvier 2020, lors d'une rencontre de championnat contre le Újpest FC. Il entre en jeu et son équipe s'impose par quatre buts à zéro.
Son club évolue en deuxième division hongroise, lors de la saison 2020-2021, et c'est dans cette compétition qu'il inscrit son premier but en professionnel, dès son premier match, le 26 août 2020, face au Szeged-Csanád Grosics Akadémia (en). Avec son but il participe à la victoire de son équipe ce jour-là (3-0).
Le 14 février 2023, Péter Baráth s'engage en faveur de l'un des clubs les plus importants du pays, le Ferencváros TC.
Le 19 janvier 2024, Péter Baráth rejoint la Pologne et le club du Raków Częstochowa sous la forme d'un prêt d'un an.
Le 13 janvier 2025, le prêt de Baráth au Raków Częstochowa est prolongé jusqu'au 30 juin 2025. Le club dispose d'une option d'achat sur le joueur.

### En sélection
Avec les moins de 17 ans, il participe à la Coupe du monde des moins de 17 ans en 2019. Lors du mondial junior organisé au Brésil, il joue trois matchs. Il se met en évidence en marquant un but en phase de poule contre l'Australie. Avec un bilan d'un nul et deux défaites, la Hongrie est éliminée dès le premier tour.
Il joue son premier match avec l'équipe de Hongrie espoirs le 2 septembre 2021, contre Israël. Il entre en jeu et son équipe s'incline par deux buts à un. Il inscrit son premier but avec les espoirs dès sa deuxième apparition, le 7 septembre 2021 contre Saint-Marin. Titulaire ce jour-là, il participe avec son but à la victoire des siens, qui s'imposent par quatre buts à zéro.
En mars 2022, il est convoqué pour la première fois avec l'équipe nationale de Hongrie par le sélectionneur Marco Rossi. Baráth honore finalement sa première sélection avec la Hongrie le 17 novembre 2022, lors d'un match amical face au Luxembourg. Il entre en jeu à la place d'Ádám Nagy et les deux équipes se neutralisent (2-2 score final).